# Withoutending
Withoutending (Eigenschreibweise: WithoutEnding) ist eine australische Progressive-Rock- und -Metal-Band aus Melbourne, die 2001 unter dem Namen WithoutEnd gegründet wurde.

## Geschichte
Die Band wurde im Herbst 2001 unter dem Namen WithoutEnd als Duo, bestehend aus dem Schlagzeuger und Sänger Nicholas „Nick“ Georgakopolous und dem Gitarristen Michael Totta, gegründet. Im folgenden Jahr wurde eine erste unbetitelte EP veröffentlicht. Sie setzt sich aus gerade einmal zwei Liedern zusammen. Sechs Monate nach diesen Aufnahmen begab sich die Band erneut ins Studio, um ihr Debütalbum aufzunehmen. Die Arbeiten fanden unter der Leitung von Endel Rivers im Jahr 2003 in den Palm Studios Australia statt. Sam Schepis war hierzu der Band als Bassist beigetreten. Mit Jim Georgeopoulos als Sänger schlossen sich 2004 ein paar Auftritte an. Die Veröffentlichung des Albums fand im Mai 2004 unter dem Namen WithoutEnd statt, der Tonträger wurde 2005 weltweit bei ProgRock Records wiederveröffentlicht. Die Gruppe hatte sich mittlerweile in WithoutEnding umbenannt. Jim Georgeopoulos  trat im Juli 2006 als festes Bandmitglied bei.

## Stil
Laut Brian Giffin in seiner Encyclopedia of Australian Heavy Metal spielt die Band dunklen Progressive Metal. Michael Popke von seaoftranquility.org schrieb in seiner Rezension zum Album, dass die Band komplexen Progressive Rock spielt, der an Progressive Metal grenze. Die Gruppe verarbeite dabei Elemente von Gruppen wie Fates Warning, Marillion und Pain of Salvation. Die Songs bestünden aus dunklen Arrangements und emotionalen Texten. Zudem setze man auf Polyrhythmik und ungerade Taktangaben. Danny Mayo von hairlessheartherald.co.uk beschrieb das Album als dunklen Progressive Metal mit ungeraden Taktangaben und melodischen E-Gitarren. Er hörte dabei Einflüsse von Dream Theater, späten Rush sowie Queensrÿche heraus.

## Diskografie
- 2002: Untitled (EP, Eigenveröffentlichung)
- 2004: WithoutEnd (Album, Lone Wolf Records)